# Blume-Capel-Modell
Das Blume-Capel-Modell nach Martin Blume und Hans Willem Capel ist eine Verallgemeinerung des Ising-Modells in der Festkörperphysik. Es beschreibt eine Situation, in der sich die Spins mehrerer wechselwirkender Teilchen parallel, antiparallel oder orthogonal zu einem externen Magnetfeld ausrichten können, womit zusätzlich zum Ising-Modell auch der orthogonale Fall abgedeckt ist. Anders ausgedrückt beschreibt das Blume-Capel-Modell Spins mit einem Betrag {\displaystyle s=1}, während das Ising-Modell Spins mit einem Betrag {\displaystyle s={\tfrac {1}{2}}} beschreibt.

## Definition
Der dem Blume-Capel-Modell zugrunde liegende Hamilton-Operator {\displaystyle {\mathcal {H}}}, dessen Eigenwerte die möglichen Energien des Systems sind, lautet:
{\displaystyle {\mathcal {H}}=-D\sum _{i}(1-s_{i}^{z2})-J\sum _{\langle i,j\rangle }s_{i}^{z}s_{j}^{z}-\mu H\sum _{i}s_{i}^{z}}
Dabei ist
- {\displaystyle D} das zero-field splitting, das die Energiedifferenz zwischen dem Singulett {\displaystyle s^{z}=0} und dem Dublett {\displaystyle s^{z}=\pm 1} angibt
- {\displaystyle J} die Stärke der Wechselwirkung benachbarter Spins
- {\displaystyle \mu } das magnetische Moment der Spins
- {\displaystyle H} die Stärke des externen Magnetfeldes
- {\displaystyle s_{i}^{z}} die {\displaystyle z}-Komponente des {\displaystyle i}-ten Spins.

Die Notation unter der Summe soll ausdrücken, dass nur über die jeweils nächsten Nachbarn summiert wird.
Der größte Unterschied zum Ising-Modell ist der zusätzliche, vom Parameter {\displaystyle D} abhängige Term im Hamilton-Operator. Für nur zwei mögliche Ausrichtungen des Spins wie im Ising-Modell wäre dieser Term eine Konstante und, wie ein konstanter Term in einem Potential, physikalisch bedeutungslos.

## Eigenschaften
Abhängig vom Wert von {\displaystyle D} nimmt das System verschiedene Grundzustände ein und zeigt unterschiedliches Verhalten beim Phasenübergang.
Bezeichne {\displaystyle n} die Anzahl der nächsten Nachbarn und {\displaystyle N} die Anzahl der Spins im System, so gilt:
- Für {\displaystyle D>{\tfrac {1}{2}}nJ} ist der Grundzustand magnetisch ungeordnet und alle Spins liegen orthogonal zum Magnetfeld, {\displaystyle s_{i}=0}. Die Grundzustandsenergie liegt bei {\displaystyle E_{0}=-ND}.
- Für {\displaystyle D={\tfrac {1}{2}}nJ} ist der Grundzustand entartet.
- Für {\displaystyle D<{\tfrac {1}{2}}nJ} ist der Grundzustand vollständig magnetisch geordnet. Das heißt, alle Spins nehmen den Wert {\displaystyle s_{i}=1} an und die Grundzustandsenergie liegt bei {\displaystyle E_{0}=-{\tfrac {1}{2}}NnJ}. In diesem Bereich existiert also eine Curie-Temperatur {\displaystyle T_{\mathrm {C} }}, bei der das System von einem magnetisch ungeordneten in einen magnetisch geordneten Zustand übergeht. Dieser Phasenübergang ist
  - für {\displaystyle -\infty <D<{\tfrac {1}{3}}nJ\ln 4} ein Phasenübergang zweiter Ordnung. Die Curie-Temperatur sinkt von {\displaystyle {\frac {nJ}{k_{\mathrm {B} }}}} bei {\displaystyle D=-\infty } auf {\displaystyle {\frac {1}{3}}{\frac {nJ}{k_{\mathrm {B} }}}} bei {\displaystyle D={\tfrac {1}{3}}nJ\ln 4} (darin ist {\displaystyle k_{\mathrm {B} }} die Boltzmann-Konstante)
  - für {\displaystyle {\tfrac {1}{3}}nJ\ln 4<D<{\tfrac {1}{2}}nJ} ein Phasenübergang erster Ordnung, bei dem die Magnetisierung abrupt von Null auf einen endlichen Wert springt. Die Curie-Temperatur sinkt weiter von {\displaystyle {\frac {1}{3}}{\frac {nJ}{k_{\mathrm {B} }}}} bei {\displaystyle D={\tfrac {1}{3}}nJ\ln 4} auf {\displaystyle 0} K bei {\displaystyle D={\tfrac {1}{2}}nJ}.